# Macron (entreprise)
Pour les articles homonymes, voir Macron.
Macron est un équipementier sportif italien créé en 1971 et spécialisé dans le domaine de l'habillement technique pour le sport.

## Historique
Fondée à Bologne en 1971, l'entreprise Macron commence son activité en produisant des vêtements de sport pour de grandes marques italiennes et internationales (Diadora, Fila, Kappa, Lotto). Par la suite, l'entreprise finit par devenir le distributeur exclusif pour l’Italie de l’équipement de baseball pour le compte de Mac Gregor USA et d’autres marques américaines opérant dans le baseball[réf. souhaitée].
En 1974, avec l’acquisition de Record Sports, atelier spécialisé dans les tenues sportives, la société se spécialise dans le textile sportif. Tout en commercialisant des équipements, elle développe des tenues pour le baseball, le basket et le volley. Durant cette période, la société (de 1974 à 1978 Macron Record Sports) produit également pour des marques réputées telles que Adidas, Nike, Spalding, Reebok, Champion, avec pour axe principal les équipements pour les clubs sponsorisés par ces dernières.
En 1981, en fêtant son dixième anniversaire, l'entreprise atteint un objectif important. La société est de plus en plus crédible, grâce également à la production et à la vente directe sous une marque propre d’un habillement technique pour le sport destiné aux sociétés sportives et aux athlètes.[réf. souhaitée]
En 1994, à la suite d’une croissance significative, la marque agrandit son espace et se déplace à Valsamoggia (BO) dans des établissements plus grands. Elle y déroule toutes les activités inhérentes à la conception, au design, au prototypage et à la commercialisation de tenues techniques pour le basket, le volley-ball, le baseball et le football. Elle augmente sa gamme de produits en y introduisant des vêtements techniques pour le rugby, le handball et le futsal.[réf. souhaitée]
En 1997, elle commence à développer sa propre marque et, de ce fait, à prendre en charge directement toutes les activités inhérentes à la conception, au design, au prototypage et à la commercialisation de vêtements techniques pour le football, le basket, le volley-ball et le baseball.[réf. souhaitée]
En 2001, l'entreprise se lance dans le football professionnel avec le premier contrat avec un Club de professionnels de premier niveau, le Bologne FC 1909. Depuis, la marque apparaît de plus en plus sur les maillots des équipes mondiales les plus titrées. Les importants partenariats conclus jettent les bases d’un développement technique de produits en termes de design et de matières.[réf. souhaitée]
En 2005, la marque élargit son horizon et se diffuse dans le monde entier : de l’Italie à l’Europe, pour arriver aux États-Unis, au Canada jusqu’au Moyen-Orient. Les produits de l'entreprise sont de plus en plus portés par les athlètes professionnels et amateurs.[réf. souhaitée]
En 2007, la croissance constante de la société se reflète également sur les locaux : entraînant l’ouverture d’un nouveau siège et offre une gamme accrue de produits, incluant également le rugby, le handball et le futsal.[réf. souhaitée]
En 2010, vient la naissance du projet « Macron Store » : réseau de magasins « mono marque » répartis dans de nombreux pays parmi lesquels l’Italie, la France, le Royaume-Uni, l’Espagne, les Pays-Bas, le Portugal, la Finlande, la Norvège, la Grèce, la Lituanie, la Libye et le Canada, et qui présentent toute la gamme de produits, de l'habillement d'équipes aux vêtements de loisir et aux accessoires. Pour rapprocher les fans des propres équipes, l'entreprise ouvre aussi son « Official Online Shop » (boutique officielle en ligne) pour la vente sur Internet de ses produits officiels.
En 2012, après avoir atteint une reconnaissance dans le « teamwear », l'entreprise introduit une collection pour le loisir « sports inspired » destinée à un objectif jeune, sportif et élégant.[réf. souhaitée]
La marque est aujourd'hui l'équipementier officiel de nombreux clubs, professionnels et amateurs, dans plusieurs pays, notamment en Europe, au Japon, aux États-Unis et au Canada et est devenue, avec Umbro, Hummel et son compatriote Kappa, l'un des challengers des plus grandes marques comme Adidas, Nike ou Puma, en particulier dans le football.

## Équipementier officiel

### Baseball
- Espagne : Fédération d'Espagne de baseball.[réf. souhaitée]
- France : Rouen Baseball 76[3], Fédération française de baseball et softball[3].

- Italie : Fédération italienne de baseball et de softball, Fortitudo Baseball, San Marino Baseball Club.[réf. souhaitée]
- Norvège : Fédération norvégienne de baseball et de softball[3].
- Pays-Bas : Kinheim.[réf. souhaitée]

### Basketball
- Espagne : CB Lucentum Alicante, Obradoiro CAB.[réf. souhaitée]
- France : Orléans Loiret Basket, Challes-les-Eaux Basket, Stade clermontois Basket Auvergne.[réf. souhaitée]
- Italie : Virtus Bologne[3], Benetton Trévise, Pallacanestro Varese, Teramo Basket, SS Felice Scandone, Premiata Montegranaro, Scaligera Basket Vérone, Taranto Cras Basket, Famila Schio, Pallacanestro Mantovana (en), Baskérs Forlimpopoli.[réf. souhaitée]
- Russie : Trioumf Lioubertsy.[réf. souhaitée]
- Belgique: Brussels Basketball

### Football
- Albanie : Équipe d'Albanie de football, FK Partizani Tirana[4], KF Erzeni Shijak
- Algérie : MC Oran, USM Alger[5]
- Allemagne : DSC Arminia Bielefeld[6], Karlsruher SC[7], Hanovre 96[8]
- Angleterre : Crystal Palace[9], Stoke City FC, Bolton Wanderers FC, Stevenage FC, Blackburn Rovers[10], Reading FC[11], Wrexham AFC, Gillingham FC, Accrington Stanley FC[12], Bradford City, Sheffield Wednesday[13].[réf. souhaitée]
- Arménie : Équipe d'Arménie de football
- Autriche : FK Austria Vienne[14]
- Corée du Sud : Incheon United Football Club[15]
- Chypre : APOEL Nicosie, Omónia Nicosie
- Écosse: Motherwell, St Johnstone, St. Mirren Football Club, Dundee FC[16]
- Espagne : Real Sociedad[17], CA Osasuna[18], Levante UD, Cádix CF[19].
- États-Unis : Miami Football Club[20].
- Canada : Atlético Ottawa, Cavalry FC, Forge FC, HFX Wanderers FC, Pacific FC, Valour FC, Vancouver FC, York United FC,
- France : FC Nantes[21], AJ Auxerre[22], Balagne , ASJ Soyaux-Charente[16], SC Sète, FC Rouen 1899, Stade Beaucairois FC, USL Dunkerque.
- Géorgie : Équipe de Géorgie de football[23]
- Grèce : PAOK Salonique, Panachaïkí. [réf. souhaitée]
- Guinée équatoriale : Équipe de Guinée équatoriale de football[24].
- Irlande du Nord : Linfield FC
- Italie : Bologna FC, UC Sampdoria, Piacenza Calcio, Udinese Calcio, US Livourne 1915.[réf. souhaitée]
- Madagascar : Jet Kintana, Elgeco Plus, Kintana Football Academy[réf. souhaitée]
- Maroc :  Wydad Athletic Club[25].
- Niger : Équipe du Niger de football[26]
- Pays de Galles : The New Saints FC, Barry Town, Penybont Football Club, Bala Town, Flint town,
- Pologne : Wisła Cracovie, Widzew Łódź[27]
- Portugal : FC Famalicão[28], Vitória de Guimarães.[réf. souhaitée]
- Serbie : Étoile rouge de Belgrade[29].
- Suisse : FC Bâle[30], FC Sion[31], Yverdon-Sport Football Club[32], FC Lausanne-Sport[33]
- Tadjikistan : Équipe du Tadjikistan de football
- Ukraine : Rukh Lviv

### Rugby
- Écosse : Équipe d'Écosse de rugby à XV[34], Edinburgh Rugby[35], Glasgow Warriors.
- Italie : Rugby Rovigo, Équipe d'Italie de rugby à XV[36], Valsugana rugby, Gran Sasso Rugby, Rugby Bologna 1928.[réf. souhaitée]
- Angleterre : Sale Sharks, Wakefield Trinity Wildcats, Featherstone Rovers, Sheffield Eagles, Northampton Saints[36].[réf. souhaitée]
- Pays de Galles : Cardiff Rugby[36], Neath RFC[37], Équipe du pays de Galles de rugby à XV[36].
- France : Section paloise[38], Béziers, Lyon OU[39], l'USON Rugby Nevers, Rouen Normandie rugby, Biarritz Olympique[40], SA XV, Rugby club de Suresnes 92, USAL Limoges de l'école de rugby, aux seniors, féminines et rugby fauteuil[réf. souhaitée], Rugby Club Courbevoie, Rugby Club Palavas, ASM Clermont Auvergne, RCC 78,Dragons catalans, Rugby Club de Versailles
- Géorgie : Équipe de Géorgie de rugby à XV[41]
- Allemagne : Équipe d'Allemagne de rugby à XV[36]
- Portugal : Équipe du Portugal de rugby à XV[41]
- Roumanie : Équipe de Roumanie de rugby à XV[41]
- Samoa : Équipe des Samoa de rugby à XV[41]

### Volley-ball
- Italie : Volley Bergame, Sisley Volley.[réf. souhaitée]
- Portugal : SC Espinho.[réf. souhaitée]
- Espagne : Unicaja Almería.[réf. souhaitée]
- Lettonie : Biolar Ozolnieki, VK Ezerzeme.[réf. souhaitée]
- Russie : Leningradka.[réf. souhaitée]
- Pologne : Budowlani Łódź.[réf. souhaitée]
- Tunisie : ES Sahel.[réf. souhaitée]